# Ефтим Манев (политик)
Ефтим Манев (на македонска литературна норма: Ефтим Манев) е политик от Северна Македония.

## Биография
Роден е в 1942 година в радовишкото село Сулдурци, тогава в Царство България. Завършва Юридическия факултет на Скопския университет. Работи като общински прокурор в Общинската прокуратура в Радовиш. Депутат е в Събранието на Република Македония от 1991 до 1994 година като независим. От 2002 до 2006 година отново е депутат от ВМРО – Демократическа партия за македонско национално единство.